# Bartholomäus Metlinger

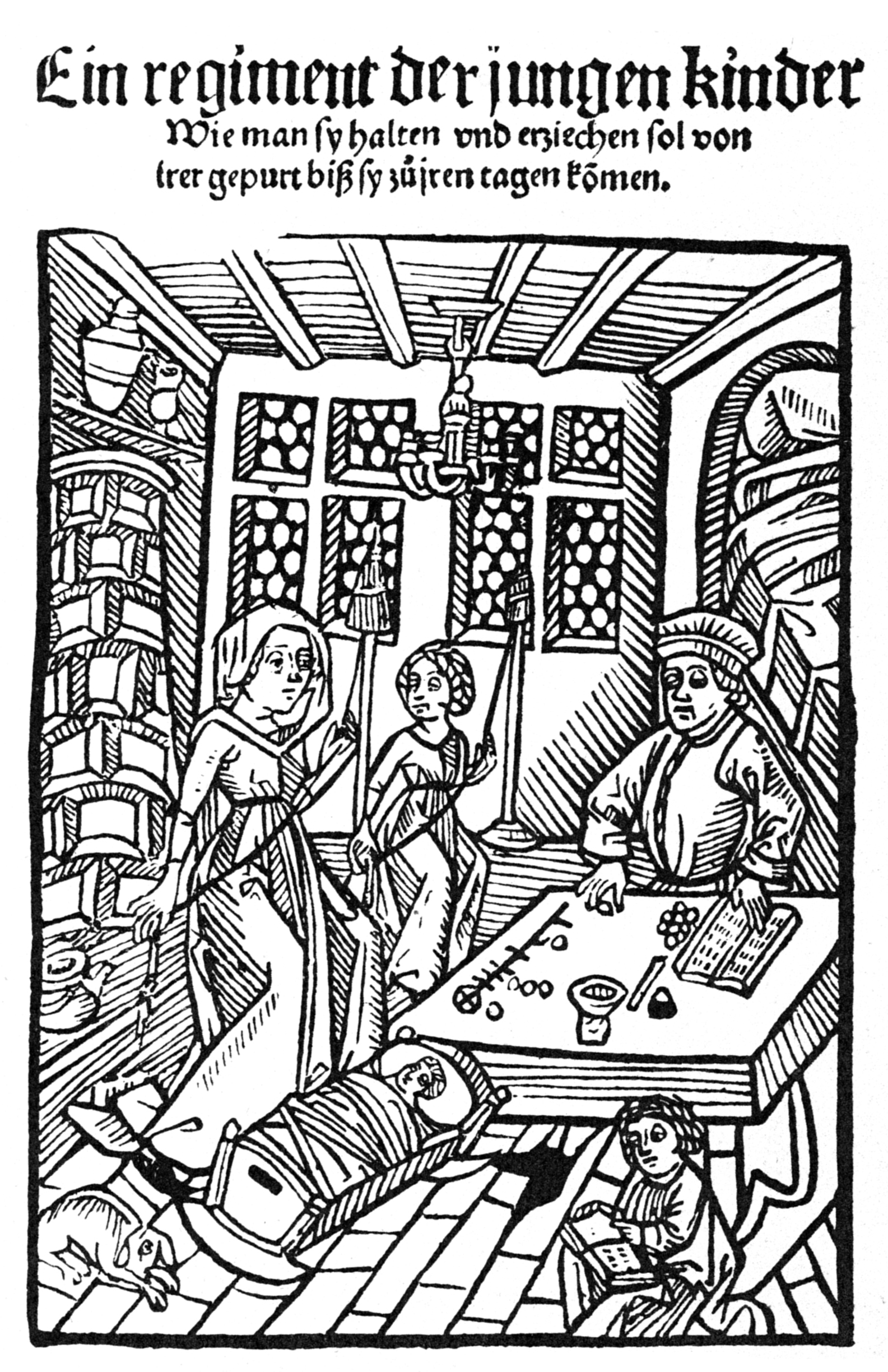
Ein Regiment der jungen Kinder. Titelbild der Ausgabe Augsburg 1497

Bartholomäus Metlinger (* nach 1440 in Augsburg; † im Winter 1491/92 ebenda) war ein deutscher Arzt des ausgehenden Mittelalters.

## Leben und Wirken
Bartholomäus (auch Bartel) war eines der sechs Kinder des Augsburger Stadtarztes Peter Metlinger (* um 1400; † 1484).
Bartholomäus’ Bruder Matthäus war Apotheker und Medizinalpolitiker in Venedig und Frankfurt am Main. Mit seinen anderen Brüdern Johannes und Peter (dem Jüngeren) begann Bartholomäus 1461 in Basel zu studieren, erwarb dort 1463 den Grad eines Baccalaureus artium und begann anschließend mit dem Medizinstudium in Italien. Zum Doktor der Medizin wurde Bartholomäus Metlinger 1470 an der Universität Bologna promoviert. Ab 1476 war er Stadtarzt in Nördlingen, ab 1483 in Augsburg, wohl als Nachfolger seines verstorbenen Vaters.
Sein wohl bekanntestes Werk ist das am 7. Dezember 1473 zuerst gedruckte „Kinderbüchlein“, das seit 1474 unter dem Titel Ein Regiment der jungen Kinder. Es ist das erste deutschsprachige Werk der Kinderheilkunde. Darin beschäftigt sich Metlinger mit der Pflege des Säuglings und Kleinkindes bis zum siebten Lebensjahr, mit erzieherischen Fragen, Kinderkrankheiten und deren Behandlung. Sein formales Vorbild war der 1472 in Padua erschienene Libellus de egritudinibus infantum des Paulus Bagellardus. Seine wesentliche Quelle war jedoch die Abhandlung De aegritudinibus puerorum (Über Krankheiten der Kinder) aus dem 9. Buch des Liber ad Almansorem des Rhazes.
Inhalte Metlingers und darüber hinausgehende Abhandlungen sind auch in einem am Ende des 15. Jahrhunderts von einem vermutlich bairischen Verfasser stammenden Werk zur Kinderpflege von Geburt an sowie zu Kinderkrankheiten und zur Kindererziehung zu finden.

## Drucke
Metlingers Kinderbüchlein. Inkunabeln (Drucke des 15. Jh.)
| Ort      | Drucker        | Datum             | Digitalisat |
| -------- | -------------- | ----------------- | ----------- |
| Augsburg | Günther Zainer | 7. Dezember 1473  | BSB München |
| Augsburg | Johann Bämler  | 28. August 1474   | BSB München |
| Augsburg | Johann Bämler  | 5. August 1476    | BSB München |
| Augsburg | Hans Schaur    | 10. November 1497 |             |
| Augsburg | Hans Schaur    | 13. Februar 1500  | BSB München |

Von den Drucken des 15. Jh. wurden Abschriften angefertigt:
- München, Cgm 601, Bl. 94r-116v = Augsburger Abschrift des Zweitdrucks vom Jahre 1474[11]
- Klosterneuburg, Stiftsbibliothek, Cod. 278, Bl. 299va-314v, von Jahre 1478[12]

Auch im 16. Jh. wurde das Kinderbüchlein gedruckt:
- allein, zum Beispiel: Hermann Gülfferich, Frankfurt 1550[13]
- oder in Kombination mit anderen Werken, zum Beispiel: Steyner, Augsburg 1531[14][15]